# Tafelspitz (film)
Pour plus de détails, voir Fiche technique et Distribution.
Tafelspitz est un film autrichien réalisé par Xaver Schwarzenberger sorti en 1994.
Le Tafelspitz (de) désigne la partie du rumsteck contre la queue qui est utilisée dans la préparation du plat de viande du même nom.

## Synopsis
Lilli est une cuisinière talentueuse qui a appris le métier de sa mère. Pour vivre quelque chose de nouveau, elle se rend en tant que jeune fille au pair dans une famille américaine à Berlin. Cependant, le patron de son nouvel employeur l'a immédiatement débauchée et envoyée auprès de son majordome William à New York, sans l'avoir jamais vue.
À New York, Lilli rencontre un homme séduisant et son chien, ignorant que cet homme est leur patron. Même avec le majordome, elle a plus d'affinités qu'elle ne le croit.

## Fiche technique
- Titre : Tafelspitz
- Réalisation : Xaver Schwarzenberger
- Scénario : Ulrike Schwarzenberger
- Musique : Christian Kolonovits
- Direction artistique : Elisabeth Klobassa
- Costumes : Claudia Bobsin
- Photographie : Xaver Schwarzenberger
- Montage : Ulrike Schwarzenberger
- Production : Veit Heiduschka, Xaver Schwarzenberger
- Sociétés de production : Iduna Film, TV60Filmproduktion (de), Wega Film
- Société de distribution : Scotia International Filmverleih
- Pays d'origine :  Autriche
- Langue : allemand
- Format : Couleur - 1,85:1 - Mono - 35 mm
- Genre : Comédie
- Durée : 99 minutes
- Dates de sortie :
  - Allemagne : 28 avril 1994.

## Distribution
- Annika Pages (de) : Lilli Gschwantner
- Christiane Hörbiger : Karoline Gschwantner
- Jan Niklas : Thomas Jefferson
- Otto Schenk : William
- Fritz Eckhardt : Le directeur de l'école de cuisine

## Source de la traduction
- (de) Cet article est partiellement ou en totalité issu de l’article de Wikipédia en allemand intitulé « Tafelspitz (Film) » (voir la liste des auteurs).